# Gert-Jan van der Heiden
Gert-Jan van der Heiden (Elburg, 6 mei 1976) is hoogleraar metafysica aan de Radboud Universiteit Nijmegen. Hij heeft zich in zijn onderzoek met name bezig gehouden met hermeneutiek, fenomenologie en de wijsgerige receptie van de bijbelse apostel Paulus.

## Biografie
Van der Heiden studeerde zowel wijsbegeerte als wiskunde aan de Rijksuniversiteit Groningen. Na afloop van deze twee studies promoveerde hij daarenboven in de wiskunde met een dissertatie over Drinfeld modulaire krommen.
Na een periode met wiskundig onderzoek bezig te zijn geweest kreeg hij een aanstelling aan de faculteit der filosofie, theologie en religiewetenschappen aan de Radboud Universiteit Nijmegen. In deze tijd werkte hij aan zijn tweede proefschrift in de wijsbegeerte dat hij uiteindelijk cum laude behaalde.
In 2013 werd hij aan dezelfde universiteit aangesteld als hoogleraar.

## Onderzoek

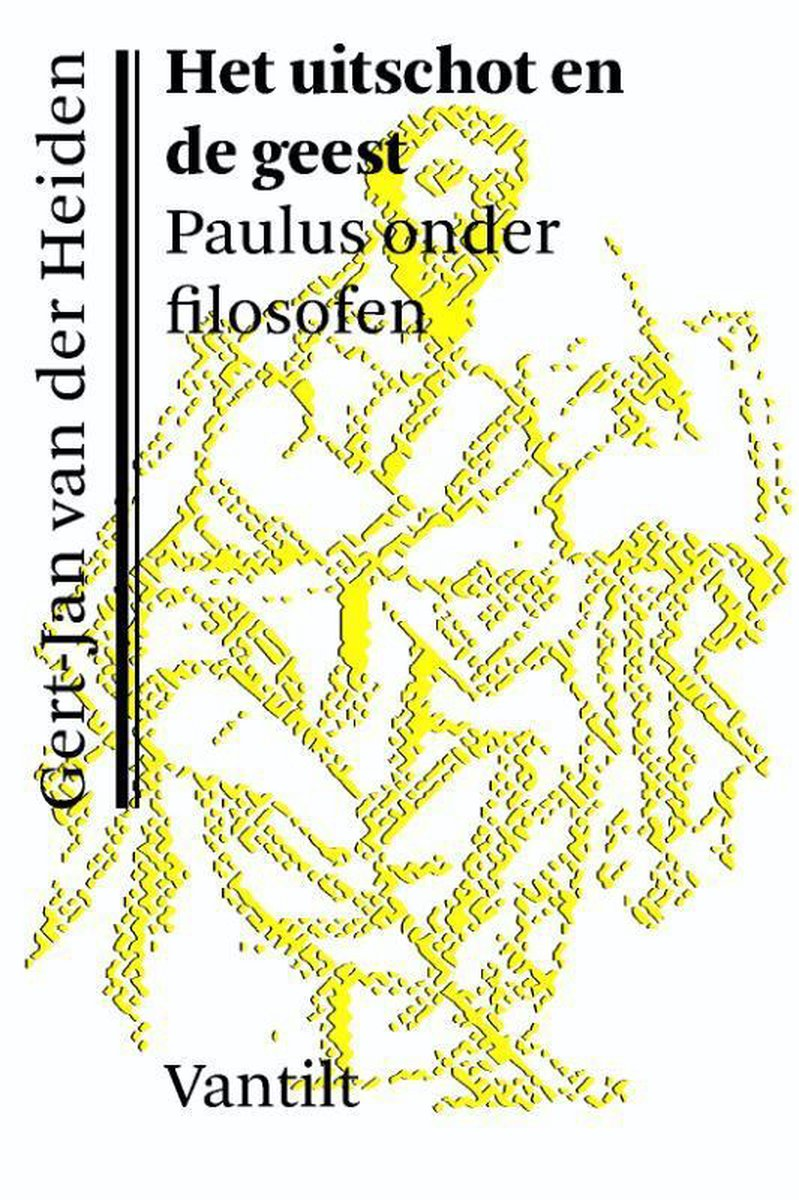
Het uitschot en de geest (2019), een boek over de wijsgerige receptie van de bijbelse apostel Paulus.

### Over hermeneutische wijsbegeerte
Van der Heiden heeft onderzoek gedaan naar de verhouding tussen taal en waarheid. Vele denkers in de geschiedenis van de wijsbegeerte, zoals Plato en Edmund Husserl, hebben het verdraaiende karakter van taal benadrukt. In de hedendaagse wijsbegeerte wordt een poging gedaan deze verhouding opnieuw te doordenken. Deze nieuwe tendens wordt volgens Van der Heiden gekenmerkt door twee centrale grondmotieven: ontsluiting en verplaatsing. Hij gebruikt deze twee concepten als ingang voor een lezing van centrale auteurs uit de geschiedenis van de hermeneutische wijsbegeerte.
Het begrip van ontsluiting is volgens Van der Heiden op de kaart gezet door de Duitse wijsgeer Martin Heidegger. Volgens Heidegger is taal in staat om de werkelijkheid te openen. Het stelt de mens in staat om zijnden te ontdekken, dat wil zeggen, ze uit de verborgenheid te halen. Het tweede begrip, verplaatsing, is een motief dat inherent met hermeneutiek verbonden is aangezien het duiding probeert te geven aan teksten waarvan de betekenis constant in beweging is. De betekenis van teksten verplaatsen zich steeds via tekstuele overdrachten zoals vertalingen. Heidegger hanteert inzake het concept verplaatsing een soort platoons perspectief dat het vertekende karakter van verplaatsingen benadrukt. Ten opzichte van Heidegger waarderen latere denkers zoals Hans-Georg Gadamer en Paul Ricoeur volgens Van der Heiden de verplaatsbaarheid van taal juist veel positiever. Volgens hen geven verplaatsingen het gezegde vrij voor nieuwe interpretaties en maken ze daarmee het steeds opnieuw en anders ontsluiten van het geschrevene mogelijk. Volgens Van der Heiden voltooit Jacques Derrida deze beweging door te stellen dat juist verplaatsing de mogelijkheidsvoorwaarde vormt voor elke ontsluiting en betekenismanifestatie.

### Over Paulus onder filosofen
In 2019 verscheen van zijn hand Het uitschot en de geest, een boek over de wijsgerige receptie van de bijbelse apostel Paulus. Het boek spitst zich in het bijzonder toe op vier denkers, namelijk Heidegger, Jacob Taubes, Alain Badiou en Giorgio Agamben. Aan de hand van deze denkers poogt Van der Heiden te laten zien hoe de brieven van Paulus aan de basis staan van ervaringen zoals het nihilisme, de dood van God en de sociale agenda van emancipatie en gelijkheid.